# Uraechoides vivesi
Uraechoides vivesi là một loài bọ cánh cứng trong họ Cerambycidae.